# Kisbucsa
Kisbucsa es un pueblo ubicado en el condado de Zala, Hungría.

## Superficie
Posee una superficie de 8,79 kilómetros cuadrados.

## Demografía
Hasta 2021 la población era de 434 habitantes, con una densidad de población de 49,37 habitantes por kilómetro cuadrado. En 2011 el 83,2% de la población estaba conformada por húngaros y la religión predominante era el catolicismo.